# Strix Television
STRIX Television is een Zweeds televisieproductiebedrijf opgericht in 1988. Het Zweedse moederbedrijf, destijds MTG, had toen kantoren in Amsterdam, Kopenhagen, Oslo, Tel Aviv en Praag. Tegenwoordig zijn er twee individuele bedrijven genaamd Strix: Strix Television in Zweden en Strix Televisjon in Noorwegen, beide sinds 2021 eigendom van Fremantle.